# The Mating
The Mating er en amerikansk stumfilm fra 1918 af Frederick A. Thomson.

## Medvirkende
- Gladys Leslie - Nancy Fanne
- Herbert Rawlinson - Dick Ives
- Forrest Robinson
- John Thomson as Bob
- Aida Horton as Betty